# Ayllón
Ayllón este un oraș în Spania, în comunitatea Castilia-Leon în provincia Segovia. Sloganul lui Ayllón este cunoscut ca «Ayllón, Istorie și Artă». Este vorba despre un oraș unde se unesc natura și arta, remarcând monumentele lor civile, biserici și palate. În 2014 avea o populație de 1354 locuitori. Este situat la 94 km de Segovia și la 100 km de Soria. Prin municipiul trec râurile Aguisejo și Riaza. Monumentul său mai important este La Martina, pe partea de sus a orașului. Există mulți români care trăiesc în acest oraș.
1. ↑  Nomenclátor Geográfico de Municipios y Entidades de Población (20240402 edition)